# Раму
Раму (бенг. রামু, англ. Ramu) — город на юго-востоке Бангладеш, административный центр одноимённого подокруга. Площадь города равна 22,03 км². По данным переписи 2001 года, в городе проживало 30 386 человек, из которых мужчины составляли 52,61 %, женщины — соответственно 47,39 %. Плотность населения равнялась 1379 чел. на 1 км². Уровень грамотности населения составлял 34 % (при среднем по Бангладеш показателе 43,1 %).